# 农韦拉
农韦拉，是西班牙卡斯蒂利亚-拉曼恰托莱多省的一个市镇。总面积122平方公里，总人口917人（2001年），人口密度8人/平方公里。